# جان جاك ندومبا
جان جاك ندومبا (بالفرنسية: Jean-Jacques N'Domba)‏ لاعب كرة قدم كونغولي.

## المسيرة الرياضية
بدأ ندومبا مسيرته الرياضية في نادي إتويل كونغو المحلي وساهم في تتويجه ببطولة الدوري 3 مواسم متتالية من 1977-1978 إلى 1979-1980 . في سنة 1981 قرر الاحتراف خارج الكونغو حيث وافق على الانضمام إلى نادي مرسيليا ثم انتقل إلى أندية لوباي ، ليون ، ونيور . ساهم في تأهل منتخب جمهورية الكونغو إلى 3 نهائيات لبطولة كأس الأمم الأفريقية وهي 1974 في مصر وخرج من الدور النصف النهائي ، 1978 في غانا وخرج من الدور الأول ، و1992 في السنغال وخرج من الدور الربع النهائي .

## روابط خارجية
- جان جاك ندومبا على موقع قاعدة بيانات كرة القدم.إي يو (الإنجليزية)
- جان جاك ندومبا على موقع ناشيونال فوتبول تيمز (الإنجليزية)
- جان جاك ندومبا على موقع عالم كرة القدم.نت (الإنجليزية)